# Петар Бајић
Петар Бајић (1871-1949) је био српски драмски глумац и певач с краја 19. и прве половине 20. века, чији је снажан и пријатан тенор оставио траг у оперетама и комадима с певањем на многобројним позорницама широм Србије.

## Биографија
Петар Бајић је започео каријеру као трговац у породичној радњи, али је брзо примећен због свог певачког талента. Његова глумачка каријера почела је 1896. године у путујућој трупи Петра Крстоношића.
Током своје дуге каријере, Бајић је наступао у бројним позоришним трупама и установама широм Србије:
- Путујућој трупи Ђуре Протића
- Орфеуму Михаила Бакића у Београду
- "Србадији" Димитрија Нишлића
- Трупама Михаила Лазића Чичка и Љубомира Рајичића Чврге
- "Заједници" Симе Бунића
- Повлашћеном позоришту "Трифковић"
- "Гундулићу" у Београду
- Подрињском позоришту Душана Животића
- Српском народном позоришту у Новом Саду
- Суботичкој оперети
- Градском позоришту у Битољу.

Највише се истакао као певач у оперетама и комадима с певањем, захваљујући свом снажном и пријатном тенору. Сматран је једним од најбољих певача у комадима с певањем на српским провинцијским сценама.

#### Улоге
У комичним улогама је био доминантан због свог малог, здепастог стаса. Највише се истицao у комедији, а посебно у певању. Значајније улоге су му: Глиша (На послу), Јова (Девојачка клетва), Боја (Шокица), Стеван Драгић (Сеоски лола), Јанко (Риђокоса), Манулаћ (Зона Замфирова), Риста Тодоровић (Гђа министарка), и Гвозден (Девојачка клетва).